# Гучленд (округ)
Округ Гучленд (англ. Goochland County) располагается в США, штате Виргиния. По состоянию на 2010 год, численность населения составляла 21 717 человек. Был образован в 1728 году, получил своё название в честь британского военного и политического деятеля сэра Уильяма Гуча.

## География
По данным Бюро переписи США, общая площадь округа равняется 751 км², из которых 728 км² суша и 21 км² или 2,9 % это водоёмы.

### Соседние округа
- Луиза (Виргиния) — север
- Хановер (Виргиния) — северо-восток
- Хенрайко (Виргиния) — восток
- Пауатан (Виргиния) — юг
- Камберленд (Виргиния) — юго-запад
- Флуванна (Виргиния) — запад

## Демография
По данным переписи населения 2000 года в округе проживает 16 863 жителей в составе 6 158 домашних хозяйств и 4 710 семей. Плотность населения составляет 23 человека на км². На территории округа насчитывается 6 555 жилых строений, при плотности застройки 9 строений на км². Расовый состав населения: белые — 72,71 %, афроамериканцы — 25,64 %, коренные американцы (индейцы) — 0,20 %, азиаты — 0,47 %, гавайцы — 0,01 %, представители других рас — 0,20 %, представители двух или более рас — 0,77 %. Испаноязычные составляли 0,85 % населения независимо от расы.
В составе 29,90 % из общего числа домашних хозяйств проживают дети в возрасте до 18 лет, 64,60 % домашних хозяйств представляют собой супружеские пары проживающие вместе, 8,40 % домашних хозяйств представляют собой одиноких женщин без супруга, 23,50 % домашних хозяйств не имеют отношения к семьям, 19,90 % домашних хозяйств состоят из одного человека, 7,40 % домашних хозяйств состоят из престарелых (65 лет и старше), проживающих в одиночестве. Средний размер домашнего хозяйства составляет 2,51 человека, и средний размер семьи 2,88 человека.
Возрастной состав округа: 21,30 % моложе 18 лет, 5,30 % от 18 до 24, 32,10 % от 25 до 44, 28,90 % от 45 до 64 и 12,50 % от 65 и старше. Средний возраст жителя округа 40 лет. На каждые 100 женщин приходится 101,50 мужчин. На каждые 100 женщин старше 18 лет приходится 98,30 мужчин.
Средний доход на домохозяйство в округе составлял 56 307 USD, на семью — 64 685 USD. Среднестатистический заработок мужчины был 41 663 USD против 29 519 USD для женщины. Доход на душу населения составлял 29 105 USD. Около 4,30 % семей и 6,90 % общего населения находились ниже черты бедности, в том числе — 7,70 % молодежи (тех кому ещё не исполнилось 18 лет) и 8,10 % тех кому было уже больше 65 лет.